# Oakland Raiders 1981
La stagione 1981 degli Oakland Raiders è stata la 12ª della franchigia nella National Football League, la 22ª complessiva. La squadra terminò con un record di 7–9 e divenne la quarta nella storia a mancare l'accesso ai playoff dopo avere vinto il Super Bowl l'anno precedente. La squadra inoltre stabilì un primato negativo senza segnare punti per tre gare consecutive. Il gioco sui passaggi scese al 26º posto della lega, terminando con 28 intercetti subiti. La difesa, dal canto suo, dopo che nell'anno precedente aveva guidato la NFL in intercetti, scese all'ultimo posto. Fu anche l'ultima stagione ad Oakland, dopo il trasferimento a Los Angeles, fino al 1995, e la prima con un record negativo dopo 16 consecutive con uno positivo.

## Scelte nel Draft 1981

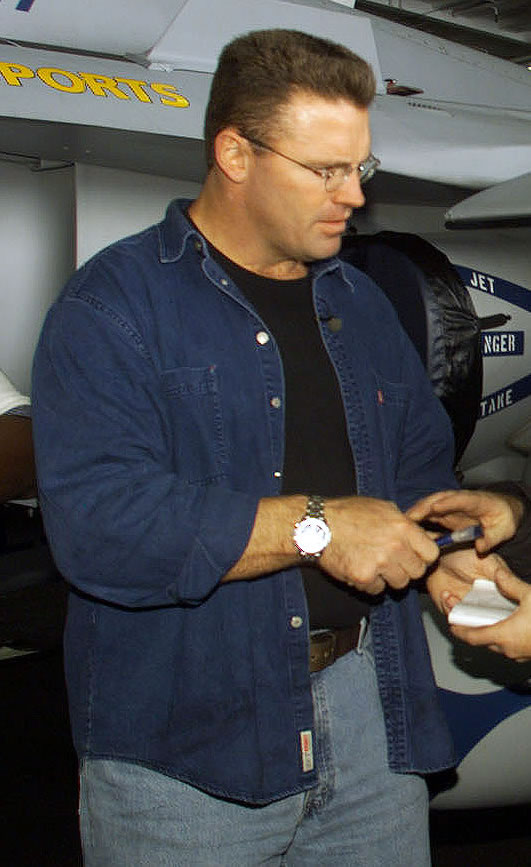
i Raiders scelsero l'Hall of Famer Howie Long nel secondo giro del Draft 1981

| Scelte dei Raiders nel Draft 1981 |        |                 |       |                |
| Giro                              | Scelta | Ruolo           | Ruolo | College        |
| 1                                 | 21     | Ted Watts       | CB    | Texas Tech     |
| 1                                 | 23     | Curt Marsh      | OT    | Washington     |
| 2                                 | 48     | Howie Long      | DE    | Villanova      |
| 4                                 | 111    | Johnny Robinson | DT    | Louisiana Tech |
| 5                                 | 118    | James Davis     | CB    | Southern       |
| 9                                 | 248    | Curt Mohl       | OT    | UCLA           |
| 10                                | 276    | Frank Hawkins   | HB    | Nevada         |
| 11                                | 304    | Chester Willis  | HB    | Auburn         |
| 12                                | 332    | Phil Nelson     | TE    | Delaware       |

## Roster
| Roster degli Oakland Raiders nel 1981 |
| --- |
| Quarterback - 16 Jim Plunkett - 6 Marc Wilson Running Back - 27 Frank Hawkins - 33 Kenny King - 31 Derrick Jensen - 43 Ira Matthews - 30 Mark van Eeghen FB - 22 Arthur Whittington Wide Receiver - 80 Malcolm Barnwell - 81 Morris Bradshaw - 21 Cliff Branch - 85 Bob Chandler Tight End - 88 Raymond Chester - 46 Todd Christensen - 84 Derrick Ramsey Offensive Linemen - 50 Dave Dalby C - 79 Bruce Davis T - 70 Henry Lawrence T - 60 Curt Marsh G - 65 Mickey Marvin G - 71 Lindsey Mason T - 78 Art Shell T - 66 Steve Sylvester G - 63 Gene Upshaw G Defensive Linemen - 73 Dave Browning DE - 77 Joe Campbell DE - 86 Cedrick Hardman DE - 90 Willie Jones DE - 62 Reggie Kinlaw DT - 75 Howie Long DE - 72 John Matuszak DE - 68 Johnny Robinson DT Linebacker - 83 Ted Hendricks - 53 Rod Martin - 57 Randy McClanahan - 55 Matt Millen Defensive Back - 36 Mike Davis SS - 37 Lester Hayes CB - 42 Monte Jackson - 23 Odis McKinney SS - 35 Dwayne O'Steen CB - 44 Burgess Owens FS - 20 Ted Watts Special Team - 10 Chris Bahr K - 8 Ray Guy P |
| Legenda - I rookie sono in corsivo. - Il primo ruolo è il principale mentre gli eventuali successivi indicano i ruoli secondari. - (IR) sta per Injured Reserve ed indica la lista ristretta per un solo giocatore infortunato che può tornare ad allenarsi dopo la settimana 6 e a rientrare in prima squadra dopo che questa ha giocato 8 partite. - (NF-Inj.) / (NF-Ill.) stanno rispettivamente per Non-Football Injured e Non-Football Illness ed indicano le liste dove viene inserito un giocatore che ha un infortunio o una malattia non dipendente dal football americano. - (PUP) sta per Physically Unable to Perform ed indica la lista dove viene inserito un giocatore mentre è in attesa di recuperare la condizione fisica. Nella stagione regolare dopo la sesta partita giocata dalla propria squadra, il giocatore ha tempo tre settimane per riprendere ad allenarsi, più tre settimane aggiuntive dal suo rientro agli allenamenti per rientrare in prima squadra.                                                                     |

## Calendario
| Stagione regolare |                       |           |                                 |
| Turno             | Avversario            | Risultato | Stadio                          |
| 1                 | at Denver Broncos     | S 7–9     | Mile High Stadium               |
| 2                 | at Minnesota Vikings  | V 36–10   | Metropolitan Stadium            |
| 3                 | Seattle Seahawks      | V 20–10   | Oakland–Alameda County Coliseum |
| 4                 | at Detroit Lions      | S 0–16    | Pontiac Silverdome              |
| 5                 | Denver Broncos        | S 0–17    | Oakland–Alameda County Coliseum |
| 6                 | at Kansas City Chiefs | S 0–27    | Arrowhead Stadium               |
| 7                 | Tampa Bay Buccaneers  | V 18–16   | Oakland–Alameda County Coliseum |
| 8                 | Kansas City Chiefs    | S 17–28   | Oakland–Alameda County Coliseum |
| 9                 | New England Patriots  | V 27–17   | Oakland–Alameda County Coliseum |
| 10                | at Houston Oilers     | S 16–17   | Houston Astrodome               |
| 11                | at Miami Dolphins     | V 33–17   | Miami Orange Bowl               |
| 12                | San Diego Chargers    | S 21–55   | Oakland–Alameda County Coliseum |
| 13                | at Seattle Seahawks   | V 32–31   | Kingdome                        |
| 14                | Pittsburgh Steelers   | V 30–27   | Oakland–Alameda County Coliseum |
| 15                | Chicago Bears         | S 6–23    | Oakland–Alameda County Coliseum |
| 16                | at San Diego Chargers | S 10–23   | San Diego Stadium               |

## Classifiche
| AFC West Division     |    |    |   |      |     |      |     |     |     |
|                       | V  | S  | P | %    | DIV | CONF | PF  | PS  | STR |
| San Diego Chargers(3) | 10 | 6  | 0 | .625 | 6–2 | 8–4  | 478 | 390 | W2  |
| Denver Broncos        | 10 | 6  | 0 | .625 | 5–3 | 7–5  | 321 | 289 | L1  |
| Kansas City Chiefs    | 9  | 7  | 0 | .563 | 5–3 | 7–5  | 343 | 290 | W1  |
| Oakland Raiders       | 7  | 9  | 0 | .438 | 2–6 | 5–7  | 273 | 343 | L2  |
| Seattle Seahawks      | 6  | 10 | 0 | .375 | 2–6 | 6–8  | 322 | 388 | W1  |